# Ancylocladius relicinus
Ancylocladius relicinus är en tvåvingeart som beskrevs av James E. Sublette och Wirth 1972. Ancylocladius relicinus ingår i släktet Ancylocladius och familjen fjädermyggor.
Artens utbredningsområde är Jamaica. Inga underarter finns listade i Catalogue of Life.